# Torneio Queen of the Ring
O torneio Queen of the Ring, originalmente conhecido como Queen's Crown, é um torneio de eliminação simples de luta livre profissional feminina realizado periodicamente pela WWE, uma promoção de luta livre profissional com sede em Connecticut. Estabelecido em 2021, a vencedora do torneio inaugural foi Zelina Vega. O prêmio para a vencedora do torneio é ser coroada como a "Rainha do Ringue" (originalmente apenas "Rainha"), e a partir de 2024, uma luta pelo campeonato mundial feminino. É a versão feminina do torneio King of the Ring da WWE, que é voltado para os lutadores masculinos. O torneio mais recente, em 2024, foi vencido por Nia Jax.
Assim como no torneio King of the Ring, as lutadoras das divisões de marcas Raw e SmackDown participam. Existem duas chaves do torneio, uma para cada marca, e as vencedoras de cada chave se enfrentam na final. O torneio inaugural foi realizado em outubro de 2021 e culminou no evento pay-per-view e de transmissão ao vivo Crown Jewel. Um evento dedicado deveria ter sido realizado em 2023 em conjunto com o torneio masculino, mas foi cancelado; no entanto, foi reagendado para 2024, com o título King and Queen of the Ring. Juntamente com o retorno do torneio em 2024, ele foi renomeado para Queen of the Ring, com a vencedora recebendo esse título, alinhando-o com o torneio masculino. Tanto o torneio masculino quanto o feminino foram novamente agendados para o ano seguinte, com as finais ocorrendo no Night of Champions.

## História
Em 1985, a promoção de luta livre profissional americana WWE, na época conhecida como World Wrestling Federation (WWF), estabeleceu o torneio King of the Ring como um torneio de eliminação simples masculino, cujo vencedor é coroado como "Rei do Ringue". Em 2016, a "Women's Evolution" começou na WWE, onde a promoção passou a tratar suas lutadoras de forma igual aos homens. Nos anos seguintes, a WWE introduziu versões femininas de combates originalmente realizados apenas por lutadores masculinos, como a luta Royal Rumble e a luta Money in the Bank de escadas. Em outubro de 2021, a WWE estabeleceu uma versão feminina do torneio King of the Ring, chamada torneio Queen's Crown, realizado entre lutadoras das divisões de marcas Raw e SmackDown. O torneio inaugural foi anunciado para acontecer simultaneamente com o torneio King of the Ring de 2021. O torneio começou em outubro de 2021, realizado nos episódios do Raw e SmackDown, e culminou no evento pay-per-view e de transmissão ao vivo Crown Jewel, na Arábia Saudita. Foi vencido pela lutadora Zelina Vega, do SmackDown, que derrotou Doudrop, do Raw.
Em março de 2023, a WWE agendou um evento intitulado King and Queen of the Ring, que seria um evento dedicado tanto para os torneios masculinos quanto femininos, mas em 13 de abril foi revelado que esses planos foram cancelados. O Fightful posteriormente reportou que a WWE não tinha planos de reagendar o King and Queen of the Ring para aquele ano, mas o evento poderia ser usado para um futuro show na Arábia Saudita. Em abril de 2024, a WWE anunciou que realizaria o evento King and Queen of the Ring na Arábia Saudita em maio de 2024. As lutas do torneio começaram no episódio de 6 de maio do Raw, e foram realizadas nos episódios do Raw, SmackDown e em eventos ao vivo da WWE. Juntamente com o retorno do torneio em 2024, o torneio feminino e o prêmio foram renomeados para "Queen of the Ring". Em 23 de maio, o diretor de conteúdo da WWE, Triple H, anunciou que a vencedora do torneio Queen of the Ring de 2024 receberia uma luta pelo campeonato mundial feminino de sua respectiva marca no SummerSlam. O torneio de 2024 foi vencido por Nia Jax, do SmackDown, que derrotou Lyra Valkyria, do Raw, com Jax recebendo uma luta pelo Campeonato Feminino da WWE.
Durante o episódio de 6 de junho de 2025 do SmackDown, foi anunciado que o terceiro torneio Queen of the Ring, juntamente com o 24º torneio King of the Ring, seria realizado naquele mês, culminando no evento pay-per-view e de transmissão ao vivo Night of Champions, no dia 28 de junho. Assim como no torneio de 2024, a vencedora receberá uma luta pelo campeonato mundial de sua respectiva marca no SummerSlam.

## Gimmickde Rainha
Semelhante ao torneio King of the Ring, o prêmio por vencer o torneio Queen of the Ring é ganhar o título de "Rainha do Ringue"; originalmente, em 2021, era apenas "Rainha", quando o torneio daquele ano foi chamado de Queen's Crown. Assim como vários vencedores do King of the Ring adotaram uma gimmick de rei com diferentes níveis de exagero, a vencedora inaugural do torneio feminino, Zelina Vega, adotou uma gimmick de rainha e passou a se referir a si mesma como Queen Zelina. Ela passou a usar uma coroa, uma capa e carregar um cetro, enquanto falava e agia de maneira régia, embora se comportando mais como uma rainha tirânica devido ao fato de Vega ser vilã na época. Após fazer uma breve pausa no meio de 2022, Vega retornou em outubro e abandonou a gimmick de rainha.

## Torneio de 2021
O Queen's Crown de 2021 foi a edição inaugural do torneio Queen of the Ring, e a única versão a ser chamada de Queen's Crown. Composto por oito lutadoras, quatro de cada uma das marcas Raw e SmackDown, o torneio foi dividido em duas chaves, uma para cada marca, e as vencedoras de cada chave se enfrentaram na final. O torneio inaugural começou no episódio de 8 de outubro do SmackDown e continuou a ser realizado ao longo dos episódios do Raw e SmackDown. Ele foi concluído no evento pay-per-view e de transmissão ao vivo Crown Jewel, em 21 de outubro de 2021. Na final, Zelina Vega, do SmackDown, derrotou Doudrop, do Raw, para se tornar a vencedora inaugural.

### Chaves
|  | Quartas de final SmackDown (8 de outubro) Raw (11 de outubro) | Quartas de final SmackDown (8 de outubro) Raw (11 de outubro) | Quartas de final SmackDown (8 de outubro) Raw (11 de outubro) |          |                | Semifinais SmackDown (15 de outubro) Raw (18 de outubro) | Semifinais SmackDown (15 de outubro) Raw (18 de outubro) | Semifinais SmackDown (15 de outubro) Raw (18 de outubro) |  |  | Final Crown Jewel (21 de outubro) | Final Crown Jewel (21 de outubro) | Final Crown Jewel (21 de outubro) |  |
|  |                                                               |                                                               |                                                               |          |                |                                                          |                                                          |                                                          |  |  |                                   |                                   |                                   |  |
|  | 1                                                             | Zelina Vega                                                   | Pin                                                           |          |                |                                                          |                                                          |                                                          |  |  |                                   |                                   |                                   |  |
|  | 1                                                             | Zelina Vega                                                   | Pin                                                           |          |                |                                                          |                                                          |                                                          |  |  |                                   |                                   |                                   |  |
|  | 8                                                             | Toni Storm                                                    | 2:10                                                          |          |                |                                                          |                                                          |                                                          |  |  |                                   |                                   |                                   |  |
|  | 8                                                             | Toni Storm                                                    | 2:10                                                          |          | Zelina Vega    | Zelina Vega                                              | Pin                                                      |                                                          |  |  |                                   |                                   |                                   |  |
|  | SmackDown                                                     |                                                               |                                                               |          | Zelina Vega    | Zelina Vega                                              | Pin                                                      |                                                          |  |  |                                   |                                   |                                   |  |
|  |                                                               |                                                               | Carmella                                                      | Carmella | 2:40           |                                                          |                                                          |                                                          |  |  |                                   |                                   |                                   |  |
|  | 4                                                             | Liv Morgan                                                    | Carmella                                                      | Carmella | 2:40           | 1:40                                                     |                                                          |                                                          |  |  |                                   |                                   |                                   |  |
|  | 4                                                             | Liv Morgan                                                    |                                                               |          |                |                                                          |                                                          |                                                          |  |  |                                   |                                   |                                   |  |
|  | 5                                                             | Carmella                                                      | Pin                                                           |          |                |                                                          |                                                          |                                                          |  |  |                                   |                                   |                                   |  |
|  | 5                                                             | Carmella                                                      | Pin                                                           |          | Zelina Vega    | Zelina Vega                                              | Pin                                                      |                                                          |  |  |                                   |                                   |                                   |  |
|  |                                                               |                                                               |                                                               |          |                |                                                          |                                                          |                                                          |  |  |                                   |                                   |                                   |  |
|  |                                                               |                                                               | Doudrop                                                       | Doudrop  | 5:55           |                                                          |                                                          |                                                          |  |  |                                   |                                   |                                   |  |
|  | 2                                                             | Dana Brooke                                                   | Doudrop                                                       | Doudrop  | 5:55           | 1:25                                                     |                                                          |                                                          |  |  |                                   |                                   |                                   |  |
|  | 2                                                             | Dana Brooke                                                   |                                                               |          |                |                                                          |                                                          |                                                          |  |  |                                   |                                   |                                   |  |
|  | 7                                                             | Shayna Baszler                                                | Pin                                                           |          |                |                                                          |                                                          |                                                          |  |  |                                   |                                   |                                   |  |
|  | 7                                                             | Shayna Baszler                                                | Pin                                                           |          | Shayna Baszler | Shayna Baszler                                           | 2:45                                                     |                                                          |  |  |                                   |                                   |                                   |  |
|  | Raw                                                           |                                                               |                                                               |          | Shayna Baszler | Shayna Baszler                                           | 2:45                                                     |                                                          |  |  |                                   |                                   |                                   |  |
|  |                                                               |                                                               | Doudrop                                                       | Doudrop  | Pin            |                                                          |                                                          |                                                          |  |  |                                   |                                   |                                   |  |
|  | 3                                                             | Doudrop                                                       | Doudrop                                                       | Doudrop  | Pin            | Pin                                                      |                                                          |                                                          |  |  |                                   |                                   |                                   |  |
|  | 3                                                             | Doudrop                                                       |                                                               |          |                |                                                          |                                                          |                                                          |  |  |                                   |                                   |                                   |  |
|  | 6                                                             | Natalya                                                       | 3:00                                                          |          |                |                                                          |                                                          |                                                          |  |  |                                   |                                   |                                   |  |

## Lista de vencedoras
| # | Ano  | Vencedora    | Vezes que ganhou | Data da final         | Finalista     | Local da final        | Ref.   |
| - | ---- | ------------ | ---------------- | --------------------- | ------------- | --------------------- | ------ |
| 1 | 2021 | Zelina Vega  | 1                | 21 de outubro de 2021 | Doudrop       | Riade, Arábia Saudita | [ 3 ]  |
| 2 | 2024 | Nia Jax      | 1                | 25 de maio de 2024    | Lyra Valkyria | Jidá, Arábia Saudita  | [ 10 ] |
| 3 | 2025 | Jade Cargill | 1                | 28 de junho de 2025   | Asuka         | Riade, Arábia Saudita | [ 11 ] |

## Recepção
O torneio original Queen's Crown de 2021 foi fortemente criticado pelos fãs por não estar em pé de igualdade com o torneio masculino daquele ano. A duração das primeiras seis lutas do torneio foi de 13 minutos e 40 segundos no total, o que equivale a uma média de cerca de dois minutos e 15 segundos por luta. Isso foi em forte contraste com as primeiras seis lutas do torneio King of the Ring de 2021, nas quais nenhuma delas teve menos de oito minutos.